# Ryøya
69°33′N 18°44′Ø / 69.550°N 18.733°Ø
Ryøya er en ø i Tromsø kommune i Troms og Finnmark fylke i Norge.
Øen ligger strategisk placeret mellem Kvaløya og Malangshalvøen cirka 15 km sydvest for Tromsø by i luftlinje. Ryøya består hovedsageligt af lyngklædte stenede jordrygge i et kuperet terræn med af spredte fyrre- og birkeskov. Geologisk set består Ryøya for det meste af glimmergneis, glimmerskifer og dolomit.
Mod syd skiller Litjestraumen Ryøya fra Malangshalvøen, og i nord skiller Rystraumen (også kaldt Storstraumen) Ryøya fra Kvaløya. Begge disse to tidevandsstrømme kan komme op i 8 knop, og forårsager store prøvelser for båder og skibe i alle størrelser på vej til eller fra Tromsø. Ret overfor Ryøya ligger Kvaløya med et populært udfartssted ved navn Hella.
På Ryøya har Universitetet i Tromsø med det medicinske fakultets afdeling for Arktisk Biologi, udsat omkring 20 moskusokser med henblik på forskning. Moskusokserne går frit på hele øen, og specielt i brunstperioden, tidlig om efteråret, frarådes al færdsel på Ryøya. Ilandstigning sker på eget ansvar hele året.